# Lista di asteroidi (412001-413000)
Di seguito una lista di asteroidi dal numero 412001 al 413000 con data di scoperta e scopritore.

## 412001-412100
| Nome     | Designazione provvisoria | Data di scoperta  | Scopritore        |
| -------- | ------------------------ | ----------------- | ----------------- |
| 412001 - | 2012 KV35                | 14 ottobre 2009   | Mt. Lemmon Survey |
| 412002 - | 2012 KB36                | 18 settembre 2009 | Spacewatch        |
| 412003 - | 2012 KG44                | 16 novembre 2009  | Mt. Lemmon Survey |
| 412004 - | 2012 LN7                 | 26 marzo 2006     | Spacewatch        |
| 412005 - | 2012 LT26                | 30 gennaio 2006   | Spacewatch        |
| 412006 - | 2012 MU                  | 26 marzo 2010     | WISE              |
| 412007 - | 2012 MS7                 | 19 aprile 2006    | CSS               |
| 412008 - | 2012 PU16                | 7 gennaio 2006    | Mt. Lemmon Survey |
| 412009 - | 2012 RB2                 | 12 ottobre 2007   | CSS               |
| 412010 - | 2012 TC19                | 13 ottobre 2007   | CSS               |
| 412011 - | 2012 TX230               | 15 gennaio 2005   | Spacewatch        |
| 412012 - | 2012 XB111               | 10 settembre 2007 | Spacewatch        |
| 412013 - | 2012 XX119               | 14 febbraio 2008  | CSS               |
| 412014 - | 2013 AE17                | 17 novembre 2006  | Spacewatch        |
| 412015 - | 2013 AV19                | 10 settembre 2001 | LINEAR            |
| 412016 - | 2013 AO127               | 18 dicembre 2007  | Mt. Lemmon Survey |
| 412017 - | 2013 AQ169               | 24 aprile 2003    | Spacewatch        |
| 412018 - | 2013 BQ20                | 2 febbraio 2000   | LINEAR            |
| 412019 - | 2013 BX39                | 25 dicembre 2005  | Mt. Lemmon Survey |
| 412020 - | 2013 CT9                 | 8 marzo 2009      | Mt. Lemmon Survey |
| 412021 - | 2013 CR17                | 23 gennaio 2006   | Spacewatch        |
| 412022 - | 2013 CD22                | 27 febbraio 2008  | Mt. Lemmon Survey |
| 412023 - | 2013 CE33                | 28 gennaio 2009   | CSS               |
| 412024 - | 2013 CX35                | 31 marzo 2008     | CSS               |
| 412025 - | 2013 CE37                | 7 gennaio 2006    | Spacewatch        |
| 412026 - | 2013 CO37                | 28 ottobre 2008   | Mt. Lemmon Survey |
| 412027 - | 2013 CU64                | 31 gennaio 2006   | Mt. Lemmon Survey |
| 412028 - | 2013 CP79                | 5 gennaio 2000    | Spacewatch        |
| 412029 - | 2013 CK84                | 5 febbraio 2013   | Spacewatch        |
| 412030 - | 2013 CK109               | 7 aprile 2006     | LONEOS            |
| 412031 - | 2013 CA112               | 26 ottobre 2008   | Spacewatch        |
| 412032 - | 2013 CJ113               | 27 gennaio 2010   | WISE              |
| 412033 - | 2013 CV117               | 7 ottobre 2008    | Mt. Lemmon Survey |
| 412034 - | 2013 CX143               | 12 aprile 1994    | Spacewatch        |
| 412035 - | 2013 CX144               | 20 ottobre 2011   | Mt. Lemmon Survey |
| 412036 - | 2013 CO153               | 23 marzo 2006     | Mt. Lemmon Survey |
| 412037 - | 2013 CW163               | 18 marzo 2010     | Spacewatch        |
| 412038 - | 2013 CM173               | 24 novembre 2011  | Mt. Lemmon Survey |
| 412039 - | 2013 CT173               | 1º ottobre 2008   | Spacewatch        |
| 412040 - | 2013 CU184               | 24 ottobre 2011   | Mt. Lemmon Survey |
| 412041 - | 2013 CK191               | 9 ottobre 2007    | Mt. Lemmon Survey |
| 412042 - | 2013 CF202               | 27 febbraio 2006  | Spacewatch        |
| 412043 - | 2013 DK1                 | 8 aprile 2010     | Spacewatch        |
| 412044 - | 2013 DW2                 | 14 giugno 2010    | Mt. Lemmon Survey |
| 412045 - | 2013 DD7                 | 23 marzo 2003     | Spacewatch        |
| 412046 - | 2013 DX8                 | 25 marzo 2010     | Spacewatch        |
| 412047 - | 2013 DV11                | 14 gennaio 2010   | Spacewatch        |
| 412048 - | 2013 EB3                 | 10 aprile 2010    | Mt. Lemmon Survey |
| 412049 - | 2013 ES7                 | 26 gennaio 2006   | Mt. Lemmon Survey |
| 412050 - | 2013 EW9                 | 2 giugno 2005     | CSS               |
| 412051 - | 2013 ED10                | 9 ottobre 2007    | LINEAR            |
| 412052 - | 2013 EG13                | 12 ottobre 2007   | Spacewatch        |
| 412053 - | 2013 EH13                | 1º novembre 2005  | Mt. Lemmon Survey |
| 412054 - | 2013 EE20                | 1º febbraio 2005  | Spacewatch        |
| 412055 - | 2013 ES21                | 31 dicembre 2008  | Spacewatch        |
| 412056 - | 2013 EE26                | 20 febbraio 2006  | Spacewatch        |
| 412057 - | 2013 EB27                | 28 settembre 2003 | Spacewatch        |
| 412058 - | 2013 EF31                | 19 novembre 2004  | Spacewatch        |
| 412059 - | 2013 EF38                | 25 febbraio 2006  | Spacewatch        |
| 412060 - | 2013 EL40                | 25 marzo 2000     | Spacewatch        |
| 412061 - | 2013 EV40                | 2 febbraio 2006   | Mt. Lemmon Survey |
| 412062 - | 2013 EX62                | 6 maggio 2006     | Mt. Lemmon Survey |
| 412063 - | 2013 ED80                | 21 marzo 2010     | Mt. Lemmon Survey |
| 412064 - | 2013 EJ80                | 28 settembre 2011 | Mt. Lemmon Survey |
| 412065 - | 2013 ET86                | 8 gennaio 2006    | Mt. Lemmon Survey |
| 412066 - | 2013 EV90                | 22 ottobre 2011   | Spacewatch        |
| 412067 - | 2013 EJ92                | 7 maggio 2010     | WISE              |
| 412068 - | 2013 ED102               | 25 marzo 2006     | Spacewatch        |
| 412069 - | 2013 EN108               | 16 gennaio 2009   | Spacewatch        |
| 412070 - | 2013 EM111               | 16 ottobre 2007   | Mt. Lemmon Survey |
| 412071 - | 2013 EG119               | 22 gennaio 2006   | Mt. Lemmon Survey |
| 412072 - | 2013 EX119               | 3 novembre 2007   | Spacewatch        |
| 412073 - | 2013 EB120               | 20 aprile 2006    | CSS               |
| 412074 - | 2013 ET120               | 5 marzo 2006      | Spacewatch        |
| 412075 - | 2013 EU120               | 29 maggio 2000    | Comba, P. G.      |
| 412076 - | 2013 EK121               | 5 aprile 2000     | LINEAR            |
| 412077 - | 2013 EN122               | 5 marzo 2002      | Spacewatch        |
| 412078 - | 2013 EP127               | 4 aprile 2010     | Spacewatch        |
| 412079 - | 2013 ES127               | 7 febbraio 2006   | Mt. Lemmon Survey |
| 412080 - | 2013 FA1                 | 2 gennaio 2009    | Mt. Lemmon Survey |
| 412081 - | 2013 FF1                 | 24 settembre 1995 | Spacewatch        |
| 412082 - | 2013 FG4                 | 12 settembre 2007 | CSS               |
| 412083 - | 2013 FF13                | 23 ottobre 2006   | Mt. Lemmon Survey |
| 412084 - | 2013 FQ15                | 25 ottobre 2008   | Spacewatch        |
| 412085 - | 2013 FE16                | 7 aprile 2006     | Spacewatch        |
| 412086 - | 2013 FU16                | 2 novembre 2000   | LINEAR            |
| 412087 - | 2013 FE17                | 8 maggio 2006     | Mt. Lemmon Survey |
| 412088 - | 2013 FY17                | 28 settembre 2011 | Mt. Lemmon Survey |
| 412089 - | 2013 FV18                | 31 marzo 2013     | Mt. Lemmon Survey |
| 412090 - | 2013 FB19                | 23 marzo 2006     | Mt. Lemmon Survey |
| 412091 - | 2013 FY19                | 7 novembre 2007   | Spacewatch        |
| 412092 - | 2013 FH20                | 25 marzo 2006     | Spacewatch        |
| 412093 - | 2013 FL20                | 15 gennaio 2009   | Spacewatch        |
| 412094 - | 2013 FV20                | 29 aprile 2006    | Spacewatch        |
| 412095 - | 2013 FC21                | 2 marzo 2006      | Spacewatch        |
| 412096 - | 2013 FZ21                | 26 aprile 2000    | Spacewatch        |
| 412097 - | 2013 FF23                | 25 marzo 2006     | Spacewatch        |
| 412098 - | 2013 FR23                | 15 ottobre 2001   | Spacewatch        |
| 412099 - | 2013 FX24                | 28 febbraio 2009  | Spacewatch        |
| 412100 - | 2013 FT25                | 10 febbraio 2002  | LINEAR            |

## 412101-412200
| Nome     | Designazione provvisoria | Data di scoperta  | Scopritore             |
| -------- | ------------------------ | ----------------- | ---------------------- |
| 412101 - | 2013 FL26                | 12 novembre 2010  | Mt. Lemmon Survey      |
| 412102 - | 2013 GD5                 | 19 ottobre 2006   | Spacewatch             |
| 412103 - | 2013 GY5                 | 9 ottobre 2010    | Mt. Lemmon Survey      |
| 412104 - | 2013 GK6                 | 31 gennaio 2009   | Spacewatch             |
| 412105 - | 2013 GJ7                 | 30 ottobre 2011   | Mt. Lemmon Survey      |
| 412106 - | 2013 GE8                 | 23 marzo 2009     | PMO NEO Survey Program |
| 412107 - | 2013 GD9                 | 13 ottobre 1999   | Spacewatch             |
| 412108 - | 2013 GB10                | 22 aprile 1998    | Spacewatch             |
| 412109 - | 2013 GH10                | 24 marzo 2006     | Spacewatch             |
| 412110 - | 2013 GY11                | 6 ottobre 2004    | Spacewatch             |
| 412111 - | 2013 GF15                | 3 maggio 2006     | Mt. Lemmon Survey      |
| 412112 - | 2013 GD16                | 8 aprile 2006     | Spacewatch             |
| 412113 - | 2013 GC18                | 30 ottobre 2010   | Mt. Lemmon Survey      |
| 412114 - | 2013 GL19                | 9 febbraio 2002   | Spacewatch             |
| 412115 - | 2013 GF20                | 10 febbraio 2008  | Mt. Lemmon Survey      |
| 412116 - | 2013 GK20                | 9 febbraio 2005   | Mt. Lemmon Survey      |
| 412117 - | 2013 GB21                | 2 aprile 2006     | Spacewatch             |
| 412118 - | 2013 GS25                | 16 dicembre 2006  | Spacewatch             |
| 412119 - | 2013 GU25                | 20 maggio 2010    | WISE                   |
| 412120 - | 2013 GW25                | 17 aprile 2009    | Mt. Lemmon Survey      |
| 412121 - | 2013 GO30                | 8 aprile 2002     | Spacewatch             |
| 412122 - | 2013 GQ30                | 31 marzo 2013     | Mt. Lemmon Survey      |
| 412123 - | 2013 GO35                | 29 marzo 2000     | Spacewatch             |
| 412124 - | 2013 GF37                | 13 marzo 2013     | CSS                    |
| 412125 - | 2013 GU39                | 2 gennaio 2009    | Spacewatch             |
| 412126 - | 2013 GA42                | 30 aprile 2006    | CSS                    |
| 412127 - | 2013 GQ42                | 21 marzo 2009     | Spacewatch             |
| 412128 - | 2013 GY42                | 19 settembre 1995 | Spacewatch             |
| 412129 - | 2013 GS45                | 2 aprile 2005     | Spacewatch             |
| 412130 - | 2013 GY45                | 2 dicembre 2004   | LINEAR                 |
| 412131 - | 2013 GS46                | 7 maggio 2006     | Mt. Lemmon Survey      |
| 412132 - | 2013 GD47                | 13 maggio 2009    | Spacewatch             |
| 412133 - | 2013 GP49                | 18 novembre 2011  | Mt. Lemmon Survey      |
| 412134 - | 2013 GV49                | 16 marzo 2002     | LINEAR                 |
| 412135 - | 2013 GW50                | 21 ottobre 2003   | Spacewatch             |
| 412136 - | 2013 GE51                | 10 settembre 2007 | Spacewatch             |
| 412137 - | 2013 GX51                | 26 aprile 2009    | Siding Spring Survey   |
| 412138 - | 2013 GG52                | 25 settembre 2006 | CSS                    |
| 412139 - | 2013 GB53                | 29 dicembre 2011  | Mt. Lemmon Survey      |
| 412140 - | 2013 GO53                | 16 febbraio 2001  | Spacewatch             |
| 412141 - | 2013 GH55                | 26 settembre 2006 | Mt. Lemmon Survey      |
| 412142 - | 2013 GD58                | 24 settembre 2000 | LINEAR                 |
| 412143 - | 2013 GN60                | 3 ottobre 2006    | Mt. Lemmon Survey      |
| 412144 - | 2013 GF63                | 16 gennaio 2008   | Spacewatch             |
| 412145 - | 2013 GV63                | 13 dicembre 1999  | Spacewatch             |
| 412146 - | 2013 GA66                | 7 maggio 2008     | Mt. Lemmon Survey      |
| 412147 - | 2013 GX67                | 5 dicembre 2007   | Spacewatch             |
| 412148 - | 2013 GH70                | 12 marzo 2007     | Spacewatch             |
| 412149 - | 2013 GE71                | 19 dicembre 2004  | Mt. Lemmon Survey      |
| 412150 - | 2013 GF71                | 12 aprile 2002    | LINEAR                 |
| 412151 - | 2013 GK71                | 7 febbraio 2008   | CSS                    |
| 412152 - | 2013 GK72                | 27 settembre 2006 | Spacewatch             |
| 412153 - | 2013 GV72                | 13 maggio 2005    | Spacewatch             |
| 412154 - | 2013 GG73                | 23 marzo 2006     | CSS                    |
| 412155 - | 2013 GU74                | 20 settembre 2003 | Spacewatch             |
| 412156 - | 2013 GP79                | 14 marzo 1999     | Spacewatch             |
| 412157 - | 2013 GH80                | 14 aprile 2005    | Spacewatch             |
| 412158 - | 2013 GC81                | 2 ottobre 2006    | Spacewatch             |
| 412159 - | 2013 GH82                | 3 gennaio 2009    | Mt. Lemmon Survey      |
| 412160 - | 2013 GM82                | 26 marzo 2006     | LONEOS                 |
| 412161 - | 2013 GA83                | 31 gennaio 2006   | Mt. Lemmon Survey      |
| 412162 - | 2013 GA84                | 31 dicembre 2008  | Spacewatch             |
| 412163 - | 2013 GB84                | 24 marzo 2006     | Mt. Lemmon Survey      |
| 412164 - | 2013 GO85                | 17 marzo 2005     | Mt. Lemmon Survey      |
| 412165 - | 2013 GP85                | 6 marzo 2008      | Mt. Lemmon Survey      |
| 412166 - | 2013 GR87                | 28 febbraio 2006  | CSS                    |
| 412167 - | 2013 GW87                | 19 luglio 2009    | Siding Spring Survey   |
| 412168 - | 2013 GW89                | 29 aprile 2008    | Mt. Lemmon Survey      |
| 412169 - | 2013 GX89                | 24 settembre 1995 | Spacewatch             |
| 412170 - | 2013 GR91                | 9 febbraio 2005   | Spacewatch             |
| 412171 - | 2013 GF92                | 9 marzo 1999      | Spacewatch             |
| 412172 - | 2013 GY92                | 17 febbraio 2010  | CSS                    |
| 412173 - | 2013 GS93                | 17 settembre 2010 | Mt. Lemmon Survey      |
| 412174 - | 2013 GV93                | 8 aprile 2002     | Spacewatch             |
| 412175 - | 2013 GE94                | 6 gennaio 2006    | Mt. Lemmon Survey      |
| 412176 - | 2013 GL94                | 4 aprile 2005     | CSS                    |
| 412177 - | 2013 GO94                | 5 aprile 2000     | Spacewatch             |
| 412178 - | 2013 GW94                | 25 marzo 2006     | Spacewatch             |
| 412179 - | 2013 GL95                | 7 ottobre 2004    | Spacewatch             |
| 412180 - | 2013 GD96                | 19 febbraio 2009  | Spacewatch             |
| 412181 - | 2013 GO96                | 16 maggio 2010    | WISE                   |
| 412182 - | 2013 GZ96                | 27 febbraio 2006  | Spacewatch             |
| 412183 - | 2013 GG97                | 26 dicembre 2005  | Mt. Lemmon Survey      |
| 412184 - | 2013 GS97                | 25 settembre 2006 | Spacewatch             |
| 412185 - | 2013 GU97                | 2 ottobre 2003    | Spacewatch             |
| 412186 - | 2013 GD98                | 11 maggio 2005    | Mt. Lemmon Survey      |
| 412187 - | 2013 GT99                | 24 settembre 2006 | Spacewatch             |
| 412188 - | 2013 GV99                | 26 aprile 2006    | CSS                    |
| 412189 - | 2013 GR100               | 14 settembre 2007 | CSS                    |
| 412190 - | 2013 GS100               | 31 dicembre 2008  | Mt. Lemmon Survey      |
| 412191 - | 2013 GT100               | 12 ottobre 2007   | Mt. Lemmon Survey      |
| 412192 - | 2013 GV100               | 23 settembre 2004 | Spacewatch             |
| 412193 - | 2013 GB101               | 10 febbraio 2008  | Spacewatch             |
| 412194 - | 2013 GL101               | 12 novembre 2010  | Spacewatch             |
| 412195 - | 2013 GM101               | 11 settembre 2010 | CSS                    |
| 412196 - | 2013 GP101               | 17 novembre 2011  | Spacewatch             |
| 412197 - | 2013 GV101               | 20 maggio 2005    | Mt. Lemmon Survey      |
| 412198 - | 2013 GW101               | 10 dicembre 2010  | Spacewatch             |
| 412199 - | 2013 GC102               | 11 ottobre 2007   | Spacewatch             |
| 412200 - | 2013 GW103               | 4 febbraio 2005   | Spacewatch             |

## 412201-412300
| Nome     | Designazione provvisoria | Data di scoperta  | Scopritore           |
| -------- | ------------------------ | ----------------- | -------------------- |
| 412201 - | 2013 GQ104               | 3 ottobre 2008    | Mt. Lemmon Survey    |
| 412202 - | 2013 GE105               | 9 aprile 2006     | Mt. Lemmon Survey    |
| 412203 - | 2013 GH106               | 4 febbraio 2005   | Mt. Lemmon Survey    |
| 412204 - | 2013 GJ106               | 29 aprile 2000    | LINEAR               |
| 412205 - | 2013 GU107               | 26 maggio 2009    | CSS                  |
| 412206 - | 2013 GV107               | 5 aprile 2000     | LONEOS               |
| 412207 - | 2013 GP108               | 27 aprile 2009    | Mt. Lemmon Survey    |
| 412208 - | 2013 GJ110               | 8 ottobre 2007    | Mt. Lemmon Survey    |
| 412209 - | 2013 GP110               | 5 settembre 2007  | Mt. Lemmon Survey    |
| 412210 - | 2013 GD111               | 12 ottobre 2007   | Spacewatch           |
| 412211 - | 2013 GM112               | 19 gennaio 2004   | Spacewatch           |
| 412212 - | 2013 GU112               | 15 marzo 2004     | Spacewatch           |
| 412213 - | 2013 GD113               | 22 dicembre 2008  | Mt. Lemmon Survey    |
| 412214 - | 2013 GK113               | 10 novembre 2010  | Mt. Lemmon Survey    |
| 412215 - | 2013 GD114               | 16 novembre 2006  | Spacewatch           |
| 412216 - | 2013 GJ114               | 24 ottobre 2003   | Spacewatch           |
| 412217 - | 2013 GL114               | 10 settembre 2010 | Mt. Lemmon Survey    |
| 412218 - | 2013 GM114               | 2 febbraio 2005   | Spacewatch           |
| 412219 - | 2013 GP115               | 18 maggio 2010    | WISE                 |
| 412220 - | 2013 GL116               | 10 ottobre 2010   | Mt. Lemmon Survey    |
| 412221 - | 2013 GT121               | 10 marzo 2002     | ADAS                 |
| 412222 - | 2013 GE125               | 4 gennaio 2012    | Mt. Lemmon Survey    |
| 412223 - | 2013 GB128               | 19 marzo 2009     | Mt. Lemmon Survey    |
| 412224 - | 2013 GR134               | 3 dicembre 2008   | Spacewatch           |
| 412225 - | 2013 GZ135               | 2 ottobre 2006    | Mt. Lemmon Survey    |
| 412226 - | 2013 GB136               | 9 novembre 2007   | Spacewatch           |
| 412227 - | 2013 HC1                 | 11 dicembre 2001  | LINEAR               |
| 412228 - | 2013 HH3                 | 29 febbraio 2000  | LINEAR               |
| 412229 - | 2013 HY3                 | 7 aprile 2006     | CSS                  |
| 412230 - | 2013 HA5                 | 29 gennaio 2009   | Mt. Lemmon Survey    |
| 412231 - | 2013 HM9                 | 4 dicembre 2007   | Spacewatch           |
| 412232 - | 2013 HV12                | 1º febbraio 2009  | Spacewatch           |
| 412233 - | 2013 HY12                | 24 marzo 2006     | CSS                  |
| 412234 - | 2013 HT13                | 30 gennaio 2012   | Mt. Lemmon Survey    |
| 412235 - | 2013 HQ15                | 2 aprile 2006     | CSS                  |
| 412236 - | 2013 HA17                | 1º gennaio 2012   | Mt. Lemmon Survey    |
| 412237 - | 2013 HO19                | 1º marzo 2009     | Mt. Lemmon Survey    |
| 412238 - | 2013 HZ19                | 29 maggio 2009    | CSS                  |
| 412239 - | 2013 HS20                | 17 gennaio 2008   | Mt. Lemmon Survey    |
| 412240 - | 2013 HU21                | 14 marzo 2007     | Mt. Lemmon Survey    |
| 412241 - | 2013 HY23                | 15 novembre 2006  | CSS                  |
| 412242 - | 2013 HE24                | 1º agosto 2005    | Siding Spring Survey |
| 412243 - | 2013 HA27                | 25 marzo 2006     | Spacewatch           |
| 412244 - | 2013 HC27                | 2 ottobre 2006    | Spacewatch           |
| 412245 - | 2013 HG27                | 3 maggio 2008     | Mt. Lemmon Survey    |
| 412246 - | 2013 HF28                | 22 novembre 2006  | Mt. Lemmon Survey    |
| 412247 - | 2013 HL31                | 30 dicembre 2007  | Spacewatch           |
| 412248 - | 2013 HT31                | 1º ottobre 2003   | Spacewatch           |
| 412249 - | 2013 HF33                | 21 ottobre 2011   | Spacewatch           |
| 412250 - | 2013 HF35                | 8 ottobre 2010    | Spacewatch           |
| 412251 - | 2013 HP41                | 13 ottobre 2010   | Spacewatch           |
| 412252 - | 2013 HJ46                | 28 gennaio 2006   | Mt. Lemmon Survey    |
| 412253 - | 2013 HX51                | 29 settembre 2005 | Mt. Lemmon Survey    |
| 412254 - | 2013 HY57                | 1º ottobre 2003   | Spacewatch           |
| 412255 - | 2013 HZ58                | 28 febbraio 2008  | Spacewatch           |
| 412256 - | 2013 HK82                | 13 ottobre 2001   | Spacewatch           |
| 412257 - | 2013 HZ84                | 29 aprile 2009    | Mt. Lemmon Survey    |
| 412258 - | 2013 HC103               | 15 novembre 2006  | Spacewatch           |
| 412259 - | 2013 HF103               | 26 settembre 2005 | Spacewatch           |
| 412260 - | 2013 HK103               | 24 ottobre 1995   | Spacewatch           |
| 412261 - | 2013 HB107               | 27 aprile 2009    | Mt. Lemmon Survey    |
| 412262 - | 2013 HY107               | 1º ottobre 2003   | Spacewatch           |
| 412263 - | 2013 HA110               | 29 settembre 2003 | Spacewatch           |
| 412264 - | 2013 HL112               | 11 settembre 2007 | Spacewatch           |
| 412265 - | 2013 HY113               | 8 aprile 2002     | Spacewatch           |
| 412266 - | 2013 HT119               | 26 settembre 2006 | Spacewatch           |
| 412267 - | 2013 HV128               | 22 settembre 2003 | Spacewatch           |
| 412268 - | 2013 HG133               | 22 ottobre 2005   | Spacewatch           |
| 412269 - | 2013 JN1                 | 29 ottobre 2010   | Mt. Lemmon Survey    |
| 412270 - | 2013 JL2                 | 29 settembre 2005 | Mt. Lemmon Survey    |
| 412271 - | 2013 JQ3                 | 30 novembre 2008  | Spacewatch           |
| 412272 - | 2013 JU3                 | 13 marzo 2008     | CSS                  |
| 412273 - | 2013 JY4                 | 3 marzo 2006      | Mt. Lemmon Survey    |
| 412274 - | 2013 JT5                 | 22 ottobre 2009   | Mt. Lemmon Survey    |
| 412275 - | 2013 JF6                 | 9 maggio 2004     | Spacewatch           |
| 412276 - | 2013 JK6                 | 4 gennaio 2012    | Mt. Lemmon Survey    |
| 412277 - | 2013 JL6                 | 13 maggio 2004    | Spacewatch           |
| 412278 - | 2013 JS8                 | 19 ottobre 2006   | Spacewatch           |
| 412279 - | 2013 JN10                | 30 settembre 2006 | Mt. Lemmon Survey    |
| 412280 - | 2013 JL11                | 29 marzo 2009     | Spacewatch           |
| 412281 - | 2013 JP11                | 7 aprile 2005     | Mt. Lemmon Survey    |
| 412282 - | 2013 JH13                | 24 maggio 2006    | Mt. Lemmon Survey    |
| 412283 - | 2013 JF14                | 29 gennaio 2012   | Spacewatch           |
| 412284 - | 2013 JW15                | 13 novembre 2007  | Mt. Lemmon Survey    |
| 412285 - | 2013 JT18                | 14 marzo 2007     | Mt. Lemmon Survey    |
| 412286 - | 2013 JZ20                | 9 novembre 2007   | Mt. Lemmon Survey    |
| 412287 - | 2013 JN21                | 11 febbraio 2008  | Spacewatch           |
| 412288 - | 2013 JW22                | 28 febbraio 2006  | CSS                  |
| 412289 - | 2013 JC24                | 28 aprile 2000    | Spacewatch           |
| 412290 - | 2013 JD28                | 2 ottobre 2006    | Mt. Lemmon Survey    |
| 412291 - | 2013 JD30                | 7 aprile 2013     | Spacewatch           |
| 412292 - | 2013 JR35                | 16 maggio 2004    | Siding Spring Survey |
| 412293 - | 2013 JW36                | 26 dicembre 2006  | Spacewatch           |
| 412294 - | 2013 JP39                | 2 novembre 1999   | Spacewatch           |
| 412295 - | 2013 JV39                | 6 maggio 2002     | Spacewatch           |
| 412296 - | 2013 JS40                | 15 dicembre 2006  | Spacewatch           |
| 412297 - | 2013 JY42                | 22 febbraio 2006  | LONEOS               |
| 412298 - | 2013 JC43                | 2 novembre 2007   | Mt. Lemmon Survey    |
| 412299 - | 2013 JT44                | 23 marzo 2006     | Spacewatch           |
| 412300 - | 2013 JJ46                | 25 febbraio 2012  | Mt. Lemmon Survey    |

## 412301-412400
| Nome     | Designazione provvisoria | Data di scoperta  | Scopritore           |
| -------- | ------------------------ | ----------------- | -------------------- |
| 412301 - | 2013 JE47                | 22 febbraio 2004  | Spacewatch           |
| 412302 - | 2013 JL48                | 31 agosto 2009    | Siding Spring Survey |
| 412303 - | 2013 JX48                | 18 luglio 2006    | Siding Spring Survey |
| 412304 - | 2013 JN49                | 25 aprile 2006    | Mt. Lemmon Survey    |
| 412305 - | 2013 JU49                | 10 marzo 2008     | Mt. Lemmon Survey    |
| 412306 - | 2013 JB51                | 14 maggio 2008    | Mt. Lemmon Survey    |
| 412307 - | 2013 JX52                | 20 settembre 2001 | LINEAR               |
| 412308 - | 2013 JV55                | 22 maggio 2003    | Spacewatch           |
| 412309 - | 2013 JK57                | 3 dicembre 2010   | Mt. Lemmon Survey    |
| 412310 - | 2013 JF58                | 12 aprile 2002    | LINEAR               |
| 412311 - | 2013 JR58                | 17 marzo 2009     | Spacewatch           |
| 412312 - | 2013 JJ61                | 16 marzo 2009     | Spacewatch           |
| 412313 - | 2013 JT61                | 16 settembre 2009 | CSS                  |
| 412314 - | 2013 JW61                | 2 aprile 2009     | Mt. Lemmon Survey    |
| 412315 - | 2013 JD62                | 2 novembre 2010   | Mt. Lemmon Survey    |
| 412316 - | 2013 JG62                | 20 novembre 2003  | Spacewatch           |
| 412317 - | 2013 JK62                | 25 dicembre 2005  | Spacewatch           |
| 412318 - | 2013 JO62                | 16 maggio 2009    | Mt. Lemmon Survey    |
| 412319 - | 2013 JT63                | 28 maggio 2010    | WISE                 |
| 412320 - | 2013 KE                  | 25 dicembre 2005  | Spacewatch           |
| 412321 - | 2013 KF2                 | 23 gennaio 2006   | Spacewatch           |
| 412322 - | 2013 KK4                 | 24 novembre 2008  | Mt. Lemmon Survey    |
| 412323 - | 2013 KN5                 | 20 ottobre 2006   | Spacewatch           |
| 412324 - | 2013 KD6                 | 2 ottobre 2006    | Mt. Lemmon Survey    |
| 412325 - | 2013 KE6                 | 4 dicembre 2005   | Spacewatch           |
| 412326 - | 2013 KT8                 | 11 settembre 2001 | Spacewatch           |
| 412327 - | 2013 KO11                | 14 settembre 2009 | Spacewatch           |
| 412328 - | 2013 KH13                | 30 settembre 2006 | Mt. Lemmon Survey    |
| 412329 - | 2013 KT13                | 3 aprile 2008     | Spacewatch           |
| 412330 - | 2013 KX13                | 1º giugno 2009    | CSS                  |
| 412331 - | 2013 KM14                | 3 ottobre 2006    | Mt. Lemmon Survey    |
| 412332 - | 2013 KR17                | 22 marzo 2004     | LINEAR               |
| 412333 - | 2013 KE18                | 23 novembre 1997  | Spacewatch           |
| 412334 - | 2013 KF18                | 10 agosto 2010    | Spacewatch           |
| 412335 - | 2013 KH18                | 3 ottobre 2006    | Mt. Lemmon Survey    |
| 412336 - | 2013 LH                  | 10 marzo 2007     | Mt. Lemmon Survey    |
| 412337 - | 2013 LS1                 | 17 novembre 2006  | Mt. Lemmon Survey    |
| 412338 - | 2013 LQ2                 | 19 ottobre 2003   | Spacewatch           |
| 412339 - | 2013 LP3                 | 13 ottobre 2006   | Spacewatch           |
| 412340 - | 2013 LV3                 | 22 febbraio 2001  | Spacewatch           |
| 412341 - | 2013 LX3                 | 8 ottobre 2005    | Spacewatch           |
| 412342 - | 2013 LB5                 | 23 ottobre 2006   | Mt. Lemmon Survey    |
| 412343 - | 2013 LL5                 | 10 novembre 2006  | Spacewatch           |
| 412344 - | 2013 LZ7                 | 3 giugno 2009     | Mt. Lemmon Survey    |
| 412345 - | 2013 LL8                 | 14 dicembre 2010  | Mt. Lemmon Survey    |
| 412346 - | 2013 LN8                 | 15 dicembre 2007  | Spacewatch           |
| 412347 - | 2013 LR8                 | 25 settembre 2005 | CSS                  |
| 412348 - | 2013 LV9                 | 17 ottobre 2009   | Mt. Lemmon Survey    |
| 412349 - | 2013 LD10                | 23 novembre 2006  | Spacewatch           |
| 412350 - | 2013 LF11                | 8 ottobre 2004    | Spacewatch           |
| 412351 - | 2013 LO11                | 18 marzo 2007     | Spacewatch           |
| 412352 - | 2013 LH14                | 31 marzo 2008     | Spacewatch           |
| 412353 - | 2013 LF15                | 19 ottobre 2010   | Mt. Lemmon Survey    |
| 412354 - | 2013 LP15                | 9 ottobre 2007    | Mt. Lemmon Survey    |
| 412355 - | 2013 LT15                | 5 ottobre 2003    | Spacewatch           |
| 412356 - | 2013 LV15                | 12 maggio 2013    | Mt. Lemmon Survey    |
| 412357 - | 2013 LV19                | 8 novembre 2009   | Mt. Lemmon Survey    |
| 412358 - | 2013 LF20                | 21 aprile 2004    | Spacewatch           |
| 412359 - | 2013 LN20                | 27 aprile 2000    | LINEAR               |
| 412360 - | 2013 LZ20                | 20 ottobre 2006   | Mt. Lemmon Survey    |
| 412361 - | 2013 LH21                | 10 novembre 2009  | Spacewatch           |
| 412362 - | 2013 LT23                | 25 settembre 2005 | Spacewatch           |
| 412363 - | 2013 LH26                | 4 aprile 2008     | Spacewatch           |
| 412364 - | 2013 LO26                | 7 settembre 2004  | Spacewatch           |
| 412365 - | 2013 LQ29                | 30 settembre 2010 | Mt. Lemmon Survey    |
| 412366 - | 2013 MZ1                 | 15 maggio 1996    | Spacewatch           |
| 412367 - | 2013 MF6                 | 27 settembre 2006 | Mt. Lemmon Survey    |
| 412368 - | 2013 MZ10                | 14 dicembre 2004  | Spacewatch           |
| 412369 - | 2013 MK11                | 13 giugno 2007    | Spacewatch           |
| 412370 - | 2013 NY6                 | 15 dicembre 2001  | LINEAR               |
| 412371 - | 2013 NC13                | 20 agosto 2008    | Spacewatch           |
| 412372 - | 2013 NO19                | 1º aprile 2012    | Mt. Lemmon Survey    |
| 412373 - | 2013 ND21                | 15 dicembre 2009  | Mt. Lemmon Survey    |
| 412374 - | 2013 NY21                | 23 ottobre 2009   | Mt. Lemmon Survey    |
| 412375 - | 2013 OO                  | 16 settembre 2009 | Spacewatch           |
| 412376 - | 2013 OP10                | 3 ottobre 1997    | ODAS                 |
| 412377 - | 2013 OD11                | 28 settembre 2008 | CSS                  |
| 412378 - | 2013 PA26                | 22 dicembre 2005  | CSS                  |
| 412379 - | 2013 PL33                | 27 ottobre 2008   | CSS                  |
| 412380 - | 2013 PD43                | 21 luglio 2006    | Mt. Lemmon Survey    |
| 412381 - | 2013 PN58                | 26 maggio 2007    | Mt. Lemmon Survey    |
| 412382 - | 2013 PJ62                | 3 novembre 2010   | Mt. Lemmon Survey    |
| 412383 - | 2013 PB69                | 26 ottobre 2008   | Mt. Lemmon Survey    |
| 412384 - | 2013 QK22                | 28 gennaio 2011   | Spacewatch           |
| 412385 - | 2013 QE47                | 23 settembre 2008 | Mt. Lemmon Survey    |
| 412386 - | 2013 QK56                | 28 febbraio 2008  | Spacewatch           |
| 412387 - | 2013 QB59                | 27 dicembre 2005  | Spacewatch           |
| 412388 - | 2013 QR76                | 13 gennaio 2005   | Spacewatch           |
| 412389 - | 2013 QG82                | 13 dicembre 2010  | Mt. Lemmon Survey    |
| 412390 - | 2013 RG57                | 31 agosto 2005    | Spacewatch           |
| 412391 - | 2013 RM78                | 4 maggio 2006     | Siding Spring Survey |
| 412392 - | 2013 RV85                | 22 febbraio 2006  | Spacewatch           |
| 412393 - | 2013 SS58                | 15 gennaio 2004   | Spacewatch           |
| 412394 - | 2013 TZ46                | 29 aprile 2008    | Mt. Lemmon Survey    |
| 412395 - | 2013 TX127               | 8 marzo 2008      | Spacewatch           |
| 412396 - | 2013 TO155               | 6 marzo 2006      | Spacewatch           |
| 412397 - | 2014 AJ42                | 16 dicembre 1999  | Spacewatch           |
| 412398 - | 2014 BG23                | 19 settembre 2003 | Spacewatch           |
| 412399 - | 2014 BL29                | 24 novembre 2009  | Mt. Lemmon Survey    |
| 412400 - | 2014 BO37                | 2 febbraio 2005   | CSS                  |

## 412401-412500
| Nome     | Designazione provvisoria | Data di scoperta  | Scopritore           |
| -------- | ------------------------ | ----------------- | -------------------- |
| 412401 - | 2014 BX37                | 13 settembre 2007 | CSS                  |
| 412402 - | 2014 BF39                | 9 ottobre 2008    | Mt. Lemmon Survey    |
| 412403 - | 2014 BE47                | 5 luglio 2005     | Mt. Lemmon Survey    |
| 412404 - | 2014 BG57                | 15 ottobre 2007   | Mt. Lemmon Survey    |
| 412405 - | 2014 BQ62                | 26 gennaio 2006   | Mt. Lemmon Survey    |
| 412406 - | 2014 CU17                | 13 marzo 2003     | Spacewatch           |
| 412407 - | 2014 CY17                | 17 febbraio 2007  | Mt. Lemmon Survey    |
| 412408 - | 2014 CD18                | 12 luglio 2005    | Mt. Lemmon Survey    |
| 412409 - | 2014 CN18                | 8 marzo 2005      | LONEOS               |
| 412410 - | 2014 CV22                | 19 febbraio 2010  | Mt. Lemmon Survey    |
| 412411 - | 2014 CW22                | 8 marzo 2005      | Mt. Lemmon Survey    |
| 412412 - | 2014 DT6                 | 29 settembre 2005 | Mt. Lemmon Survey    |
| 412413 - | 2014 DE21                | 20 settembre 1995 | Spacewatch           |
| 412414 - | 2014 DB24                | 4 settembre 1999  | LONEOS               |
| 412415 - | 2014 DH60                | 23 settembre 2008 | Mt. Lemmon Survey    |
| 412416 - | 2014 DU68                | 7 febbraio 2008   | Mt. Lemmon Survey    |
| 412417 - | 2014 DV82                | 3 novembre 2005   | Mt. Lemmon Survey    |
| 412418 - | 2014 DF84                | 28 gennaio 2007   | Mt. Lemmon Survey    |
| 412419 - | 2014 DZ94                | 6 giugno 2010     | Spacewatch           |
| 412420 - | 2014 DV97                | 8 ottobre 2008    | Spacewatch           |
| 412421 - | 2014 DD118               | 4 ottobre 2006    | Mt. Lemmon Survey    |
| 412422 - | 2014 DJ130               | 2 novembre 2008   | Spacewatch           |
| 412423 - | 2014 DU130               | 30 novembre 1995  | Spacewatch           |
| 412424 - | 2014 DK139               | 30 aprile 1997    | LINEAR               |
| 412425 - | 2014 DF142               | 27 settembre 2006 | Spacewatch           |
| 412426 - | 2014 EV1                 | 8 novembre 2007   | Spacewatch           |
| 412427 - | 2014 EA2                 | 9 aprile 1997     | Spacewatch           |
| 412428 - | 2014 EN4                 | 23 agosto 2008    | Siding Spring Survey |
| 412429 - | 2014 EQ4                 | 17 marzo 2010     | Spacewatch           |
| 412430 - | 2014 EU11                | 11 giugno 2005    | Spacewatch           |
| 412431 - | 2014 EF17                | 11 maggio 2003    | Spacewatch           |
| 412432 - | 2014 EG31                | 14 dicembre 2010  | Mt. Lemmon Survey    |
| 412433 - | 2014 EY37                | 26 ottobre 2005   | Spacewatch           |
| 412434 - | 2014 EP47                | 18 settembre 1998 | Spacewatch           |
| 412435 - | 2014 EV47                | 4 gennaio 2010    | Spacewatch           |
| 412436 - | 2014 EG50                | 5 dicembre 2000   | LINEAR               |
| 412437 - | 2014 FW21                | 11 dicembre 2004  | Spacewatch           |
| 412438 - | 2014 FB25                | 29 febbraio 2000  | LINEAR               |
| 412439 - | 2014 FT34                | 24 settembre 2008 | Mt. Lemmon Survey    |
| 412440 - | 2014 FM35                | 11 giugno 2005    | Spacewatch           |
| 412441 - | 2014 FF37                | 18 marzo 2009     | Spacewatch           |
| 412442 - | 2014 FU40                | 11 aprile 2007    | Spacewatch           |
| 412443 - | 2014 FV46                | 18 ottobre 2007   | Spacewatch           |
| 412444 - | 2014 FU49                | 22 luglio 1995    | Spacewatch           |
| 412445 - | 2014 FG56                | 31 agosto 2005    | Spacewatch           |
| 412446 - | 2014 FQ62                | 11 aprile 2003    | Spacewatch           |
| 412447 - | 2014 GO4                 | 20 aprile 2009    | Mt. Lemmon Survey    |
| 412448 - | 2014 GY4                 | 10 aprile 2010    | Spacewatch           |
| 412449 - | 2014 GH5                 | 30 settembre 2005 | Mt. Lemmon Survey    |
| 412450 - | 2014 GS14                | 27 febbraio 2003  | CINEOS               |
| 412451 - | 2014 GG15                | 10 settembre 2007 | Spacewatch           |
| 412452 - | 2014 GU31                | 11 maggio 1996    | Spacewatch           |
| 412453 - | 2014 GR36                | 7 ottobre 2007    | CSS                  |
| 412454 - | 2014 GV36                | 15 gennaio 2004   | Spacewatch           |
| 412455 - | 2014 GF39                | 16 aprile 2005    | Spacewatch           |
| 412456 - | 2014 GO39                | 30 aprile 2003    | LINEAR               |
| 412457 - | 2014 GN42                | 4 settembre 2007  | CSS                  |
| 412458 - | 2014 GU46                | 5 aprile 2003     | Spacewatch           |
| 412459 - | 2014 GE48                | 17 dicembre 2001  | LINEAR               |
| 412460 - | 2014 HC1                 | 19 maggio 2010    | Spacewatch           |
| 412461 - | 2014 HG1                 | 21 gennaio 2010   | WISE                 |
| 412462 - | 2014 HD6                 | 15 marzo 2007     | Mt. Lemmon Survey    |
| 412463 - | 2014 HG6                 | 11 settembre 2004 | Spacewatch           |
| 412464 - | 2014 HH6                 | 1º dicembre 2003  | Spacewatch           |
| 412465 - | 2014 HR6                 | 26 agosto 2011    | Spacewatch           |
| 412466 - | 2014 HX6                 | 15 aprile 2005    | LONEOS               |
| 412467 - | 2014 HU16                | 20 agosto 1995    | Spacewatch           |
| 412468 - | 2014 HR22                | 13 aprile 2005    | CSS                  |
| 412469 - | 2014 HE25                | 7 aprile 2005     | Spacewatch           |
| 412470 - | 2014 HR25                | 20 aprile 2010    | Spacewatch           |
| 412471 - | 2014 HN33                | 10 novembre 2005  | Mt. Lemmon Survey    |
| 412472 - | 2014 HE52                | 20 ottobre 2006   | Mt. Lemmon Survey    |
| 412473 - | 2014 HC93                | 27 dicembre 2009  | Spacewatch           |
| 412474 - | 2014 HN124               | 1º marzo 2011     | CSS                  |
| 412475 - | 2014 HL130               | 24 marzo 2006     | Spacewatch           |
| 412476 - | 2014 HC133               | 9 novembre 1999   | Spacewatch           |
| 412477 - | 2014 HR147               | 6 settembre 2008  | Spacewatch           |
| 412478 - | 2014 HX157               | 7 settembre 2011  | Spacewatch           |
| 412479 - | 2014 HX180               | 15 dicembre 2006  | Spacewatch           |
| 412480 - | 2014 HP194               | 11 marzo 2007     | Spacewatch           |
| 412481 - | 2014 HQ194               | 30 aprile 1997    | LINEAR               |
| 412482 - | 2014 HU194               | 10 marzo 2008     | CSS                  |
| 412483 - | 2014 HK195               | 30 dicembre 2007  | Spacewatch           |
| 412484 - | 2014 JP                  | 18 dicembre 2004  | Mt. Lemmon Survey    |
| 412485 - | 2014 JW2                 | 13 gennaio 2005   | Spacewatch           |
| 412486 - | 2014 JL4                 | 9 febbraio 2008   | Mt. Lemmon Survey    |
| 412487 - | 2014 JB6                 | 15 marzo 2007     | Mt. Lemmon Survey    |
| 412488 - | 2014 JE16                | 9 marzo 2007      | Spacewatch           |
| 412489 - | 2014 JV16                | 6 marzo 2008      | Mt. Lemmon Survey    |
| 412490 - | 2014 JZ18                | 24 marzo 2006     | Mt. Lemmon Survey    |
| 412491 - | 2014 JW19                | 5 gennaio 2006    | Spacewatch           |
| 412492 - | 2014 JV20                | 7 dicembre 2005   | Spacewatch           |
| 412493 - | 2014 JV26                | 16 gennaio 2005   | Spacewatch           |
| 412494 - | 2014 JE33                | 3 maggio 2010     | Spacewatch           |
| 412495 - | 2014 JN60                | 27 agosto 2006    | Spacewatch           |
| 412496 - | 2014 JN70                | 12 marzo 2003     | Spacewatch           |
| 412497 - | 2014 JL77                | 1º settembre 2005 | Spacewatch           |
| 412498 - | 2014 KJ7                 | 22 settembre 2008 | Mt. Lemmon Survey    |
| 412499 - | 2014 KC26                | 27 novembre 2006  | Mt. Lemmon Survey    |
| 412500 - | 2014 KR27                | 18 settembre 2003 | Spacewatch           |

## 412501-412600
| Nome     | Designazione provvisoria | Data di scoperta  | Scopritore           |
| -------- | ------------------------ | ----------------- | -------------------- |
| 412501 - | 2014 KT27                | 11 settembre 2007 | Spacewatch           |
| 412502 - | 2014 KY36                | 28 dicembre 2000  | Spacewatch           |
| 412503 - | 2014 KT58                | 17 gennaio 2007   | Spacewatch           |
| 412504 - | 2014 KA84                | 24 settembre 2000 | LINEAR               |
| 412505 - | 2014 KM85                | 30 maggio 2006    | Siding Spring Survey |
| 412506 - | 2014 KJ86                | 28 luglio 2009    | CSS                  |
| 412507 - | 2014 KV89                | 2 maggio 2003     | Spacewatch           |
| 412508 - | 2014 KN90                | 20 maggio 2010    | WISE                 |
| 412509 - | 2014 LL9                 | 19 agosto 2001    | LINEAR               |
| 412510 - | 2014 LN11                | 26 marzo 2009     | Mt. Lemmon Survey    |
| 412511 - | 2014 LO15                | 1º dicembre 2003  | Spacewatch           |
| 412512 - | 2014 LY26                | 7 ottobre 2004    | LONEOS               |
| 412513 - | 2014 MY2                 | 10 aprile 2010    | Spacewatch           |
| 412514 - | 2014 MJ4                 | 19 novembre 2007  | Mt. Lemmon Survey    |
| 412515 - | 2014 MM5                 | 10 dicembre 2004  | LINEAR               |
| 412516 - | 2014 MM14                | 4 settembre 2008  | Spacewatch           |
| 412517 - | 2014 MS16                | 19 dicembre 1995  | Spacewatch           |
| 412518 - | 2014 MD17                | 8 aprile 2003     | Spacewatch           |
| 412519 - | 2014 MN20                | 28 febbraio 2009  | Spacewatch           |
| 412520 - | 2014 MW20                | 25 dicembre 2005  | Spacewatch           |
| 412521 - | 2014 ML22                | 15 settembre 2004 | LONEOS               |
| 412522 - | 2014 ME34                | 24 settembre 2008 | Spacewatch           |
| 412523 - | 2014 MO34                | 27 maggio 2000    | LINEAR               |
| 412524 - | 2014 MY36                | 23 ottobre 2003   | Spacewatch           |
| 412525 - | 2014 MH37                | 25 maggio 2010    | WISE                 |
| 412526 - | 2014 MT37                | 21 ottobre 2003   | Spacewatch           |
| 412527 - | 2014 MW37                | 20 aprile 2009    | Mt. Lemmon Survey    |
| 412528 - | 2014 MX37                | 30 aprile 2003    | Spacewatch           |
| 412529 - | 2014 MY37                | 13 settembre 2004 | Spacewatch           |
| 412530 - | 2014 MN38                | 9 agosto 2007     | Spacewatch           |
| 412531 - | 2014 MS39                | 13 marzo 2010     | Mt. Lemmon Survey    |
| 412532 - | 2014 MS42                | 24 novembre 1995  | Spacewatch           |
| 412533 - | 2014 MH43                | 18 settembre 2003 | Spacewatch           |
| 412534 - | 2014 MN43                | 7 ottobre 2004    | Spacewatch           |
| 412535 - | 2014 MR43                | 24 febbraio 2009  | CSS                  |
| 412536 - | 2014 MF46                | 15 novembre 2006  | Mt. Lemmon Survey    |
| 412537 - | 2014 MR49                | 16 ottobre 2006   | Spacewatch           |
| 412538 - | 2014 MN51                | 25 febbraio 2006  | Mt. Lemmon Survey    |
| 412539 - | 2014 MQ52                | 25 ottobre 2008   | Mt. Lemmon Survey    |
| 412540 - | 2014 MM53                | 23 febbraio 2007  | Spacewatch           |
| 412541 - | 2014 MV62                | 2 dicembre 2005   | Spacewatch           |
| 412542 - | 2014 MY62                | 7 febbraio 1995   | Spacewatch           |
| 412543 - | 2014 MJ64                | 21 ottobre 2006   | CSS                  |
| 412544 - | 2014 MK65                | 15 settembre 2009 | Spacewatch           |
| 412545 - | 2014 NW                  | 11 settembre 2004 | Spacewatch           |
| 412546 - | 2014 NP1                 | 23 agosto 2007    | Spacewatch           |
| 412547 - | 2014 NW12                | 19 novembre 2008  | Spacewatch           |
| 412548 - | 2014 NF20                | 24 aprile 2001    | Spacewatch           |
| 412549 - | 2014 ND24                | 4 ottobre 2004    | Spacewatch           |
| 412550 - | 2014 NL25                | 21 aprile 1998    | LINEAR               |
| 412551 - | 2014 NG29                | 9 gennaio 2006    | Spacewatch           |
| 412552 - | 2014 NT30                | 31 marzo 2009     | Mt. Lemmon Survey    |
| 412553 - | 2014 NP33                | 13 settembre 2007 | Mt. Lemmon Survey    |
| 412554 - | 2014 NZ37                | 5 febbraio 2006   | Mt. Lemmon Survey    |
| 412555 - | 2014 NA40                | 18 maggio 2004    | LINEAR               |
| 412556 - | 2014 NC44                | 13 gennaio 2010   | WISE                 |
| 412557 - | 2014 NH44                | 15 dicembre 2004  | Spacewatch           |
| 412558 - | 2014 NH45                | 18 settembre 2009 | CSS                  |
| 412559 - | 2014 NQ51                | 21 dicembre 2008  | Mt. Lemmon Survey    |
| 412560 - | 2014 NP54                | 4 novembre 2004   | Spacewatch           |
| 412561 - | 2014 NS54                | 7 novembre 2008   | Mt. Lemmon Survey    |
| 412562 - | 2014 NH55                | 5 novembre 2007   | Mt. Lemmon Survey    |
| 412563 - | 2014 NH56                | 18 gennaio 2008   | Mt. Lemmon Survey    |
| 412564 - | 2014 NX58                | 11 gennaio 2008   | Spacewatch           |
| 412565 - | 2014 NY58                | 7 gennaio 2006    | Spacewatch           |
| 412566 - | 2014 NE59                | 22 aprile 2007    | Spacewatch           |
| 412567 - | 2014 NM59                | 22 agosto 2003    | LINEAR               |
| 412568 - | 2014 NU59                | 10 ottobre 2007   | CSS                  |
| 412569 - | 2014 NX59                | 31 gennaio 2009   | Mt. Lemmon Survey    |
| 412570 - | 2014 NQ60                | 20 gennaio 2010   | WISE                 |
| 412571 - | 2014 NJ62                | 7 gennaio 2006    | Mt. Lemmon Survey    |
| 412572 - | 2014 OD2                 | 16 dicembre 2004  | Spacewatch           |
| 412573 - | 2014 OD3                 | 23 ottobre 2003   | LONEOS               |
| 412574 - | 2014 OE3                 | 8 febbraio 2002   | Spacewatch           |
| 412575 - | 2014 OK6                 | 27 agosto 2006    | Spacewatch           |
| 412576 - | 2014 OD12                | 7 febbraio 2008   | Mt. Lemmon Survey    |
| 412577 - | 2014 OA15                | 9 settembre 2007  | LONEOS               |
| 412578 - | 2014 OG20                | 28 dicembre 2005  | Spacewatch           |
| 412579 - | 2014 OC21                | 12 settembre 2007 | Mt. Lemmon Survey    |
| 412580 - | 2014 OE29                | 30 ottobre 2005   | Spacewatch           |
| 412581 - | 2014 OF36                | 20 dicembre 2007  | Spacewatch           |
| 412582 - | 2014 ON38                | 16 marzo 2010     | Mt. Lemmon Survey    |
| 412583 - | 2014 OR39                | 3 settembre 2010  | Mt. Lemmon Survey    |
| 412584 - | 2014 OO42                | 31 gennaio 2006   | Spacewatch           |
| 412585 - | 2014 OK46                | 19 febbraio 2009  | Mt. Lemmon Survey    |
| 412586 - | 2014 OV46                | 14 dicembre 2001  | LINEAR               |
| 412587 - | 2014 OU55                | 3 febbraio 2000   | Spacewatch           |
| 412588 - | 2014 OL57                | 30 agosto 2005    | Spacewatch           |
| 412589 - | 2014 OE60                | 21 febbraio 2007  | Mt. Lemmon Survey    |
| 412590 - | 2014 OC64                | 1º febbraio 2005  | Spacewatch           |
| 412591 - | 2014 OS64                | 23 marzo 2006     | Spacewatch           |
| 412592 - | 2014 OG65                | 13 novembre 2006  | Spacewatch           |
| 412593 - | 2014 OU65                | 27 luglio 2001    | LONEOS               |
| 412594 - | 2014 OH67                | 23 gennaio 2006   | Spacewatch           |
| 412595 - | 2014 OF68                | 15 ottobre 2004   | Mt. Lemmon Survey    |
| 412596 - | 2014 OL68                | 19 novembre 2006  | Spacewatch           |
| 412597 - | 2014 OU69                | 10 ottobre 2001   | Spacewatch           |
| 412598 - | 2014 OW70                | 4 novembre 2004   | Spacewatch           |
| 412599 - | 2014 OY70                | 10 maggio 2005    | Spacewatch           |
| 412600 - | 2014 ON71                | 16 settembre 2009 | Spacewatch           |

## 412601-412700
| Nome     | Designazione provvisoria | Data di scoperta  | Scopritore             |
| -------- | ------------------------ | ----------------- | ---------------------- |
| 412601 - | 2014 OX71                | 9 ottobre 2004    | Spacewatch             |
| 412602 - | 2014 OL72                | 4 maggio 2005     | Spacewatch             |
| 412603 - | 2014 OW76                | 3 marzo 2006      | Mt. Lemmon Survey      |
| 412604 - | 2014 OT80                | 21 maggio 2005    | Mt. Lemmon Survey      |
| 412605 - | 2014 OK89                | 1º dicembre 2003  | Spacewatch             |
| 412606 - | 2014 OG90                | 7 gennaio 2006    | Spacewatch             |
| 412607 - | 2014 OA93                | 29 giugno 2005    | Spacewatch             |
| 412608 - | 2014 OS94                | 24 luglio 2010    | WISE                   |
| 412609 - | 2014 OH95                | 15 marzo 2004     | Spacewatch             |
| 412610 - | 2014 OO95                | 15 gennaio 2004   | Spacewatch             |
| 412611 - | 2014 OG96                | 20 settembre 2003 | Spacewatch             |
| 412612 - | 2014 OE99                | 27 febbraio 2001  | Spacewatch             |
| 412613 - | 2014 OT99                | 26 aprile 2001    | Spacewatch             |
| 412614 - | 2014 OA100               | 20 agosto 2003    | CINEOS                 |
| 412615 - | 2014 OH100               | 11 settembre 2004 | Spacewatch             |
| 412616 - | 2014 OG101               | 25 febbraio 2010  | WISE                   |
| 412617 - | 2014 OP101               | 10 febbraio 2008  | Spacewatch             |
| 412618 - | 2014 OA102               | 16 marzo 2010     | Mt. Lemmon Survey      |
| 412619 - | 2014 OM103               | 26 gennaio 2006   | Spacewatch             |
| 412620 - | 2014 OT103               | 18 settembre 2003 | Spacewatch             |
| 412621 - | 2014 OW103               | 2 luglio 2008     | Spacewatch             |
| 412622 - | 2014 OY103               | 31 gennaio 2006   | Spacewatch             |
| 412623 - | 2014 OT109               | 27 giugno 2010    | WISE                   |
| 412624 - | 2014 OX110               | 14 marzo 2007     | Spacewatch             |
| 412625 - | 2014 OS111               | 25 marzo 2003     | LONEOS                 |
| 412626 - | 2014 OZ119               | 21 dicembre 2003  | Spacewatch             |
| 412627 - | 2014 OS130               | 9 novembre 1999   | Spacewatch             |
| 412628 - | 2014 OQ136               | 11 marzo 2008     | Mt. Lemmon Survey      |
| 412629 - | 2014 OO152               | 11 febbraio 2004  | Spacewatch             |
| 412630 - | 2014 OY167               | 19 dicembre 2007  | Mt. Lemmon Survey      |
| 412631 - | 2014 OG169               | 14 novembre 2006  | Spacewatch             |
| 412632 - | 2014 OO169               | 16 gennaio 2004   | CSS                    |
| 412633 - | 2014 OW169               | 25 dicembre 2010  | Spacewatch             |
| 412634 - | 2014 OU171               | 29 luglio 2010    | WISE                   |
| 412635 - | 2014 OU174               | 23 ottobre 2006   | CSS                    |
| 412636 - | 2014 OB175               | 26 settembre 2006 | Spacewatch             |
| 412637 - | 2014 OA180               | 23 dicembre 2003  | LINEAR                 |
| 412638 - | 2014 OL180               | 5 aprile 2005     | Mt. Lemmon Survey      |
| 412639 - | 2014 OL181               | 20 marzo 2007     | Mt. Lemmon Survey      |
| 412640 - | 2014 OY184               | 6 dicembre 2005   | Spacewatch             |
| 412641 - | 2014 OH185               | 14 dicembre 2004  | CSS                    |
| 412642 - | 2014 OJ185               | 19 gennaio 2005   | Spacewatch             |
| 412643 - | 2014 OH186               | 14 aprile 2007    | CSS                    |
| 412644 - | 2014 OY186               | 21 aprile 2009    | Mt. Lemmon Survey      |
| 412645 - | 2014 OV187               | 1º febbraio 2006  | Spacewatch             |
| 412646 - | 2014 OC188               | 19 settembre 2003 | Spacewatch             |
| 412647 - | 2014 OL188               | 15 dicembre 2004  | Spacewatch             |
| 412648 - | 2014 OC189               | 12 marzo 2007     | Spacewatch             |
| 412649 - | 2014 OE189               | 28 settembre 2003 | Spacewatch             |
| 412650 - | 2014 OQ189               | 20 ottobre 1995   | Spacewatch             |
| 412651 - | 2014 OW190               | 1º ottobre 2005   | Spacewatch             |
| 412652 - | 2014 OH191               | 30 maggio 2006    | Mt. Lemmon Survey      |
| 412653 - | 2014 OK191               | 20 settembre 2001 | LINEAR                 |
| 412654 - | 2014 OO192               | 20 febbraio 2006  | Spacewatch             |
| 412655 - | 2014 OP192               | 1º ottobre 2009   | Mt. Lemmon Survey      |
| 412656 - | 2014 OU192               | 23 ottobre 2003   | Spacewatch             |
| 412657 - | 2014 OC193               | 29 luglio 2008    | Spacewatch             |
| 412658 - | 2014 OH193               | 14 marzo 2005     | Mt. Lemmon Survey      |
| 412659 - | 2014 OD194               | 16 dicembre 2007  | Spacewatch             |
| 412660 - | 2014 OU194               | 31 marzo 2008     | Mt. Lemmon Survey      |
| 412661 - | 2014 OA195               | 10 ottobre 2004   | Spacewatch             |
| 412662 - | 2014 OC195               | 10 agosto 2004    | LINEAR                 |
| 412663 - | 2014 OP195               | 16 settembre 2003 | Spacewatch             |
| 412664 - | 2014 OH196               | 3 febbraio 2009   | Mt. Lemmon Survey      |
| 412665 - | 2014 OQ196               | 16 agosto 2009    | Spacewatch             |
| 412666 - | 2014 OT196               | 4 settembre 2000  | Spacewatch             |
| 412667 - | 2014 OY196               | 8 marzo 2005      | Mt. Lemmon Survey      |
| 412668 - | 2014 OK197               | 13 febbraio 2010  | WISE                   |
| 412669 - | 2014 OF198               | 26 febbraio 1995  | Spacewatch             |
| 412670 - | 2014 OJ198               | 6 febbraio 1997   | Spacewatch             |
| 412671 - | 2014 OM198               | 17 ottobre 2003   | Spacewatch             |
| 412672 - | 2014 OU200               | 24 dicembre 2005  | Spacewatch             |
| 412673 - | 2014 OG202               | 15 dicembre 2006  | Mt. Lemmon Survey      |
| 412674 - | 2014 OW206               | 9 maggio 2007     | Mt. Lemmon Survey      |
| 412675 - | 2014 OB207               | 24 settembre 2009 | Spacewatch             |
| 412676 - | 2014 OW211               | 11 settembre 2007 | Mt. Lemmon Survey      |
| 412677 - | 2014 OM214               | 7 luglio 2003     | Spacewatch             |
| 412678 - | 2014 OX216               | 8 gennaio 2000    | Spacewatch             |
| 412679 - | 2014 OO222               | 2 novembre 2010   | Spacewatch             |
| 412680 - | 2014 OL226               | 2 dicembre 2010   | Mt. Lemmon Survey      |
| 412681 - | 2014 OB227               | 19 aprile 2004    | Spacewatch             |
| 412682 - | 2014 OY230               | 24 luglio 1995    | Spacewatch             |
| 412683 - | 2014 OK231               | 16 settembre 2003 | Spacewatch             |
| 412684 - | 2014 OT231               | 6 novembre 2009   | CSS                    |
| 412685 - | 2014 OV232               | 24 aprile 2007    | Mt. Lemmon Survey      |
| 412686 - | 2014 OP234               | 5 settembre 2010  | Mt. Lemmon Survey      |
| 412687 - | 2014 OW234               | 13 agosto 2007    | PMO NEO Survey Program |
| 412688 - | 2014 OT240               | 13 settembre 2007 | Mt. Lemmon Survey      |
| 412689 - | 2014 OF251               | 30 agosto 2003    | Spacewatch             |
| 412690 - | 2014 OC256               | 6 ottobre 2004    | Spacewatch             |
| 412691 - | 2014 OU256               | 7 febbraio 2008   | Spacewatch             |
| 412692 - | 2014 OF257               | 18 luglio 2006    | Siding Spring Survey   |
| 412693 - | 2014 OL258               | 15 marzo 2004     | Spacewatch             |
| 412694 - | 2014 OS258               | 19 dicembre 2003  | Spacewatch             |
| 412695 - | 2014 OQ259               | 30 dicembre 2005  | Spacewatch             |
| 412696 - | 2014 OF274               | 6 aprile 2005     | CSS                    |
| 412697 - | 2014 OW276               | 31 agosto 2003    | Spacewatch             |
| 412698 - | 2014 OB277               | 20 gennaio 2002   | Spacewatch             |
| 412699 - | 2014 OE277               | 10 ottobre 1999   | Spacewatch             |
| 412700 - | 2014 OL277               | 2 luglio 2005     | Spacewatch             |

## 412701-412800
| Nome     | Designazione provvisoria | Data di scoperta  | Scopritore        |
| -------- | ------------------------ | ----------------- | ----------------- |
| 412701 - | 2014 OH279               | 10 novembre 2004  | Spacewatch        |
| 412702 - | 2014 OD280               | 8 settembre 2004  | LINEAR            |
| 412703 - | 2014 OD286               | 26 aprile 1993    | Spacewatch        |
| 412704 - | 2014 OT292               | 10 dicembre 2006  | Spacewatch        |
| 412705 - | 2014 OC293               | 2 febbraio 2006   | Spacewatch        |
| 412706 - | 2014 OE294               | 25 febbraio 2006  | Spacewatch        |
| 412707 - | 2014 OL294               | 28 settembre 2000 | Spacewatch        |
| 412708 - | 2014 OV294               | 13 marzo 2007     | Mt. Lemmon Survey |
| 412709 - | 2014 OB295               | 20 ottobre 2006   | Mt. Lemmon Survey |
| 412710 - | 2014 OY295               | 26 marzo 2010     | WISE              |
| 412711 - | 2014 OF296               | 29 dicembre 2003  | Spacewatch        |
| 412712 - | 2014 OJ297               | 7 marzo 2008      | Spacewatch        |
| 412713 - | 2014 OA298               | 7 settembre 2000  | Spacewatch        |
| 412714 - | 2014 OH298               | 30 agosto 2005    | LONEOS            |
| 412715 - | 2014 OH299               | 18 novembre 2007  | Mt. Lemmon Survey |
| 412716 - | 2014 OP299               | 11 luglio 2005    | Spacewatch        |
| 412717 - | 2014 OA307               | 5 settembre 2007  | CSS               |
| 412718 - | 2014 OM310               | 15 marzo 2010     | Mt. Lemmon Survey |
| 412719 - | 2014 OP316               | 17 settembre 2006 | CSS               |
| 412720 - | 2014 OX316               | 10 aprile 2013    | Mt. Lemmon Survey |
| 412721 - | 2014 OP329               | 14 dicembre 2010  | Mt. Lemmon Survey |
| 412722 - | 2014 OR333               | 9 marzo 2007      | CSS               |
| 412723 - | 2014 OX333               | 3 marzo 2006      | Spacewatch        |
| 412724 - | 2014 OM334               | 24 marzo 2006     | Mt. Lemmon Survey |
| 412725 - | 2014 OT339               | 22 dicembre 2003  | Spacewatch        |
| 412726 - | 2014 OO341               | 4 settembre 2000  | Spacewatch        |
| 412727 - | 2014 OX343               | 16 gennaio 2011   | Mt. Lemmon Survey |
| 412728 - | 2014 OA344               | 20 dicembre 2004  | Mt. Lemmon Survey |
| 412729 - | 2014 OG344               | 19 gennaio 2010   | WISE              |
| 412730 - | 2014 OR346               | 23 ottobre 2006   | Spacewatch        |
| 412731 - | 2014 OV346               | 18 gennaio 1998   | Spacewatch        |
| 412732 - | 2014 OT347               | 10 marzo 2005     | Mt. Lemmon Survey |
| 412733 - | 2014 OY349               | 19 febbraio 2009  | Spacewatch        |
| 412734 - | 2014 OF353               | 31 gennaio 2008   | Mt. Lemmon Survey |
| 412735 - | 2014 OD355               | 1º ottobre 2003   | Spacewatch        |
| 412736 - | 2014 OV355               | 29 agosto 2006    | Spacewatch        |
| 412737 - | 2014 OP358               | 12 luglio 2005    | Mt. Lemmon Survey |
| 412738 - | 2014 OA359               | 15 settembre 2006 | Spacewatch        |
| 412739 - | 2014 OS359               | 17 marzo 2004     | Spacewatch        |
| 412740 - | 2014 OY359               | 4 febbraio 2009   | Mt. Lemmon Survey |
| 412741 - | 2014 OE360               | 21 gennaio 2010   | WISE              |
| 412742 - | 2014 OK360               | 8 ottobre 2010    | Spacewatch        |
| 412743 - | 2014 OV360               | 29 agosto 2009    | Spacewatch        |
| 412744 - | 2014 OD362               | 13 gennaio 2004   | Spacewatch        |
| 412745 - | 2014 OX362               | 31 gennaio 2006   | Spacewatch        |
| 412746 - | 2014 OO363               | 28 gennaio 2007   | Mt. Lemmon Survey |
| 412747 - | 2014 OB367               | 14 marzo 2007     | Spacewatch        |
| 412748 - | 2014 OD367               | 22 febbraio 2009  | Mt. Lemmon Survey |
| 412749 - | 2014 OV368               | 10 gennaio 2008   | Spacewatch        |
| 412750 - | 2014 OV369               | 3 dicembre 2010   | Mt. Lemmon Survey |
| 412751 - | 2014 OC370               | 22 novembre 2005  | Spacewatch        |
| 412752 - | 2014 OE370               | 19 novembre 1996  | Spacewatch        |
| 412753 - | 2014 OP374               | 7 gennaio 2006    | Spacewatch        |
| 412754 - | 2014 OF375               | 17 settembre 2006 | CSS               |
| 412755 - | 2014 OA376               | 4 febbraio 2006   | Spacewatch        |
| 412756 - | 2014 OE377               | 5 febbraio 1995   | Spacewatch        |
| 412757 - | 2014 OW377               | 15 settembre 2007 | Spacewatch        |
| 412758 - | 2014 OU378               | 7 settembre 2004  | Spacewatch        |
| 412759 - | 2014 OJ380               | 8 luglio 2010     | WISE              |
| 412760 - | 2014 OX380               | 27 febbraio 2006  | Mt. Lemmon Survey |
| 412761 - | 2014 OF381               | 16 agosto 2009    | Spacewatch        |
| 412762 - | 2014 OC382               | 22 ottobre 2005   | Spacewatch        |
| 412763 - | 2014 OK384               | 9 marzo 2006      | CSS               |
| 412764 - | 2014 OE385               | 19 febbraio 2012  | Spacewatch        |
| 412765 - | 2014 OP385               | 1º dicembre 2005  | Spacewatch        |
| 412766 - | 2014 OD386               | 26 settembre 2008 | Spacewatch        |
| 412767 - | 2014 OO386               | 10 novembre 1999  | Spacewatch        |
| 412768 - | 2014 OQ386               | 12 marzo 2007     | CSS               |
| 412769 - | 2014 OS386               | 25 settembre 2009 | CSS               |
| 412770 - | 2014 OB387               | 22 agosto 2004    | Spacewatch        |
| 412771 - | 2014 OC387               | 15 settembre 2004 | Spacewatch        |
| 412772 - | 2014 OD387               | 31 agosto 2005    | Spacewatch        |
| 412773 - | 2014 ON387               | 28 gennaio 2006   | Spacewatch        |
| 412774 - | 2014 OU388               | 4 marzo 2005      | Mt. Lemmon Survey |
| 412775 - | 2014 OP389               | 12 settembre 1994 | Spacewatch        |
| 412776 - | 2014 OS390               | 7 ottobre 1999    | LINEAR            |
| 412777 - | 2014 PY2                 | 13 ottobre 2007   | CSS               |
| 412778 - | 2014 PB6                 | 22 giugno 2007    | Spacewatch        |
| 412779 - | 2014 PS6                 | 29 marzo 2008     | Spacewatch        |
| 412780 - | 2014 PL10                | 12 febbraio 2004  | Spacewatch        |
| 412781 - | 2014 PS10                | 9 gennaio 2006    | Spacewatch        |
| 412782 - | 2014 PZ11                | 27 maggio 2008    | Spacewatch        |
| 412783 - | 2014 PY12                | 1º ottobre 1998   | Spacewatch        |
| 412784 - | 2014 PX13                | 19 gennaio 2012   | Spacewatch        |
| 412785 - | 2014 PQ15                | 30 ottobre 2005   | Mt. Lemmon Survey |
| 412786 - | 2014 PB17                | 22 febbraio 2007  | Spacewatch        |
| 412787 - | 2014 PE17                | 1º novembre 2005  | Mt. Lemmon Survey |
| 412788 - | 2014 PA19                | 26 marzo 1993     | Spacewatch        |
| 412789 - | 2014 PC19                | 1º gennaio 2008   | Mt. Lemmon Survey |
| 412790 - | 2014 PZ20                | 24 febbraio 2006  | Spacewatch        |
| 412791 - | 2014 PT21                | 14 settembre 2005 | Spacewatch        |
| 412792 - | 2014 PU21                | 3 maggio 2005     | Spacewatch        |
| 412793 - | 2014 PW21                | 16 ottobre 2006   | CSS               |
| 412794 - | 2014 PN22                | 8 agosto 2004     | LONEOS            |
| 412795 - | 2014 PQ22                | 18 ottobre 2003   | Spacewatch        |
| 412796 - | 2014 PS22                | 1º settembre 2005 | Spacewatch        |
| 412797 - | 2014 PZ22                | 10 aprile 2005    | Spacewatch        |
| 412798 - | 2014 PF23                | 2 ottobre 2009    | Mt. Lemmon Survey |
| 412799 - | 2014 PB25                | 18 settembre 2010 | Mt. Lemmon Survey |
| 412800 - | 2014 PG25                | 26 settembre 2006 | CSS               |

## 412801-412900
| Nome     | Designazione provvisoria | Data di scoperta  | Scopritore        |
| -------- | ------------------------ | ----------------- | ----------------- |
| 412801 - | 2014 PK27                | 12 dicembre 1999  | Spacewatch        |
| 412802 - | 2014 PH28                | 8 ottobre 2004    | Spacewatch        |
| 412803 - | 2014 PK28                | 22 settembre 2009 | Mt. Lemmon Survey |
| 412804 - | 2014 PT28                | 1º ottobre 2003   | Spacewatch        |
| 412805 - | 2014 PG29                | 21 marzo 2002     | Spacewatch        |
| 412806 - | 2014 PH29                | 16 ottobre 2009   | CSS               |
| 412807 - | 2014 PC30                | 24 febbraio 2006  | Spacewatch        |
| 412808 - | 2014 PJ32                | 28 dicembre 2005  | Spacewatch        |
| 412809 - | 2014 PV32                | 2 febbraio 2008   | Spacewatch        |
| 412810 - | 2014 PP34                | 14 settembre 2007 | CSS               |
| 412811 - | 2014 PA35                | 26 febbraio 2008  | Mt. Lemmon Survey |
| 412812 - | 2014 PL36                | 8 marzo 2008      | Mt. Lemmon Survey |
| 412813 - | 2014 PU36                | 19 settembre 2003 | Spacewatch        |
| 412814 - | 2014 PN37                | 28 agosto 2005    | Spacewatch        |
| 412815 - | 2014 PT37                | 28 gennaio 2007   | Mt. Lemmon Survey |
| 412816 - | 2014 PG38                | 26 aprile 2007    | Mt. Lemmon Survey |
| 412817 - | 2014 PO38                | 19 novembre 2009  | Mt. Lemmon Survey |
| 412818 - | 2014 PE39                | 17 febbraio 2004  | Spacewatch        |
| 412819 - | 2014 PQ39                | 25 febbraio 2007  | Mt. Lemmon Survey |
| 412820 - | 2014 PU39                | 28 gennaio 2006   | Mt. Lemmon Survey |
| 412821 - | 2014 PV39                | 1º maggio 2003    | Spacewatch        |
| 412822 - | 2014 PP40                | 19 settembre 2003 | Spacewatch        |
| 412823 - | 2014 PU40                | 21 ottobre 2001   | Spacewatch        |
| 412824 - | 2014 PF41                | 21 febbraio 2007  | Mt. Lemmon Survey |
| 412825 - | 2014 PK41                | 11 ottobre 2004   | Spacewatch        |
| 412826 - | 2014 PF42                | 11 marzo 2007     | Spacewatch        |
| 412827 - | 2014 PK42                | 26 aprile 2007    | Mt. Lemmon Survey |
| 412828 - | 2014 PU44                | 27 gennaio 2006   | Spacewatch        |
| 412829 - | 2014 PY44                | 31 dicembre 1999  | Spacewatch        |
| 412830 - | 2014 PP45                | 4 gennaio 2003    | Spacewatch        |
| 412831 - | 2014 PQ45                | 17 febbraio 2007  | Spacewatch        |
| 412832 - | 2014 PB46                | 11 settembre 2004 | Spacewatch        |
| 412833 - | 2014 PN46                | 12 settembre 1998 | Spacewatch        |
| 412834 - | 2014 PQ46                | 25 dicembre 2005  | Spacewatch        |
| 412835 - | 2014 PP48                | 23 settembre 2009 | Spacewatch        |
| 412836 - | 2014 PW48                | 11 aprile 2005    | Mt. Lemmon Survey |
| 412837 - | 2014 PP49                | 14 febbraio 2010  | Mt. Lemmon Survey |
| 412838 - | 2014 PB50                | 24 agosto 2007    | Spacewatch        |
| 412839 - | 2014 PC50                | 16 settembre 2003 | Spacewatch        |
| 412840 - | 2014 PF50                | 27 settembre 2009 | Mt. Lemmon Survey |
| 412841 - | 2014 PY50                | 24 dicembre 2005  | Spacewatch        |
| 412842 - | 2014 PB52                | 9 febbraio 2005   | Mt. Lemmon Survey |
| 412843 - | 2014 PM52                | 31 gennaio 2006   | Mt. Lemmon Survey |
| 412844 - | 2014 PS52                | 29 agosto 2005    | Spacewatch        |
| 412845 - | 2014 PV52                | 12 settembre 2009 | Spacewatch        |
| 412846 - | 2014 PF53                | 18 dicembre 2004  | Mt. Lemmon Survey |
| 412847 - | 2014 PL53                | 10 marzo 2007     | Mt. Lemmon Survey |
| 412848 - | 2014 PR53                | 28 febbraio 2008  | Mt. Lemmon Survey |
| 412849 - | 2014 PO54                | 17 settembre 1998 | Spacewatch        |
| 412850 - | 2014 PL55                | 29 aprile 2008    | Mt. Lemmon Survey |
| 412851 - | 2014 PY55                | 1º ottobre 2005   | LONEOS            |
| 412852 - | 2014 PL56                | 11 settembre 2007 | Mt. Lemmon Survey |
| 412853 - | 2014 PQ56                | 20 settembre 2003 | LINEAR            |
| 412854 - | 2014 PT56                | 3 ottobre 2003    | Spacewatch        |
| 412855 - | 2014 PU56                | 6 giugno 2002     | LINEAR            |
| 412856 - | 2014 PY57                | 16 febbraio 2009  | Spacewatch        |
| 412857 - | 2014 PK62                | 1º ottobre 2005   | LONEOS            |
| 412858 - | 2014 PD63                | 1º gennaio 2009   | Mt. Lemmon Survey |
| 412859 - | 2014 PH64                | 19 settembre 2009 | Spacewatch        |
| 412860 - | 2014 PX64                | 17 giugno 2005    | Mt. Lemmon Survey |
| 412861 - | 2014 PO67                | 4 febbraio 2009   | Spacewatch        |
| 412862 - | 2014 PV69                | 16 settembre 2003 | Spacewatch        |
| 412863 - | 2014 PH70                | 31 gennaio 2006   | Spacewatch        |
| 412864 - | 2014 PJ70                | 16 settembre 2009 | Mt. Lemmon Survey |
| 412865 - | 2014 QT                  | 26 marzo 2006     | Mt. Lemmon Survey |
| 412866 - | 2014 QC1                 | 7 agosto 2004     | CINEOS            |
| 412867 - | 2014 QF1                 | 4 agosto 2010     | LINEAR            |
| 412868 - | 2014 QO1                 | 25 aprile 2006    | Spacewatch        |
| 412869 - | 2014 QP2                 | 23 marzo 2003     | Spacewatch        |
| 412870 - | 2014 QL3                 | 18 ottobre 2003   | Spacewatch        |
| 412871 - | 2014 QB10                | 13 maggio 1996    | Spacewatch        |
| 412872 - | 2014 QR15                | 3 novembre 2005   | Spacewatch        |
| 412873 - | 2014 QV15                | 5 luglio 2005     | Spacewatch        |
| 412874 - | 2014 QK18                | 10 agosto 2007    | Spacewatch        |
| 412875 - | 2014 QL18                | 4 maggio 2006     | Mt. Lemmon Survey |
| 412876 - | 2014 QU18                | 2 novembre 2007   | Mt. Lemmon Survey |
| 412877 - | 2014 QE21                | 9 febbraio 2008   | CSS               |
| 412878 - | 2014 QA24                | 17 settembre 2003 | Spacewatch        |
| 412879 - | 2014 QG24                | 8 ottobre 2008    | Mt. Lemmon Survey |
| 412880 - | 2014 QB25                | 29 dicembre 2011  | Spacewatch        |
| 412881 - | 2014 QD25                | 28 dicembre 2005  | Spacewatch        |
| 412882 - | 2014 QZ25                | 15 aprile 2008    | Mt. Lemmon Survey |
| 412883 - | 2014 QH28                | 11 ottobre 2010   | Mt. Lemmon Survey |
| 412884 - | 2014 QE30                | 19 novembre 2006  | Spacewatch        |
| 412885 - | 2014 QF30                | 22 novembre 2006  | CSS               |
| 412886 - | 2014 QG33                | 15 gennaio 2004   | Spacewatch        |
| 412887 - | 2014 QJ36                | 20 settembre 2001 | LINEAR            |
| 412888 - | 2014 QM37                | 29 ottobre 2005   | Mt. Lemmon Survey |
| 412889 - | 2014 QX39                | 28 dicembre 2005  | Spacewatch        |
| 412890 - | 2014 QT40                | 3 maggio 2005     | CSS               |
| 412891 - | 2014 QX49                | 29 settembre 2011 | Mt. Lemmon Survey |
| 412892 - | 2014 QP52                | 30 settembre 2005 | Mt. Lemmon Survey |
| 412893 - | 2014 QL54                | 22 settembre 2011 | Spacewatch        |
| 412894 - | 2014 QW62                | 18 novembre 2006  | Mt. Lemmon Survey |
| 412895 - | 2014 QY64                | 2 settembre 2010  | Mt. Lemmon Survey |
| 412896 - | 2014 QQ70                | 26 dicembre 2005  | Spacewatch        |
| 412897 - | 2014 QE78                | 13 gennaio 2002   | Spacewatch        |
| 412898 - | 2014 QW78                | 15 marzo 2007     | Spacewatch        |
| 412899 - | 2014 QW81                | 6 novembre 2005   | Mt. Lemmon Survey |
| 412900 - | 2014 QV95                | 2 ottobre 2009    | Mt. Lemmon Survey |

## 412901-413000
| Nome     | Designazione provvisoria | Data di scoperta  | Scopritore                                                |
| -------- | ------------------------ | ----------------- | --------------------------------------------------------- |
| 412901 - | 2014 QV97                | 16 settembre 2003 | Spacewatch                                                |
| 412902 - | 2014 QX97                | 17 settembre 1996 | Spacewatch                                                |
| 412903 - | 2014 QS98                | 16 ottobre 2006   | Spacewatch                                                |
| 412904 - | 2014 QK101               | 11 marzo 2007     | Spacewatch                                                |
| 412905 - | 2014 QH102               | 4 ottobre 2006    | Mt. Lemmon Survey                                         |
| 412906 - | 2014 QG106               | 20 gennaio 2009   | Mt. Lemmon Survey                                         |
| 412907 - | 2014 QA112               | 17 ottobre 2006   | Mt. Lemmon Survey                                         |
| 412908 - | 2014 QH118               | 28 dicembre 2005  | Spacewatch                                                |
| 412909 - | 2014 QV120               | 20 ottobre 1995   | Spacewatch                                                |
| 412910 - | 2014 QE122               | 19 settembre 1995 | Spacewatch                                                |
| 412911 - | 2014 QY130               | 5 aprile 2005     | Mt. Lemmon Survey                                         |
| 412912 - | 2014 QY131               | 23 gennaio 2006   | Spacewatch                                                |
| 412913 - | 2014 QA133               | 18 ottobre 1995   | Spacewatch                                                |
| 412914 - | 2014 QR136               | 27 maggio 2003    | Spacewatch                                                |
| 412915 - | 2014 QT137               | 17 febbraio 2007  | Spacewatch                                                |
| 412916 - | 2014 QR138               | 16 dicembre 2007  | Mt. Lemmon Survey                                         |
| 412917 - | 2014 QS139               | 11 ottobre 2004   | Spacewatch                                                |
| 412918 - | 2014 QD140               | 8 ottobre 2007    | Spacewatch                                                |
| 412919 - | 2014 QK141               | 25 novembre 2005  | Mt. Lemmon Survey                                         |
| 412920 - | 2014 QX144               | 10 marzo 2005     | Mt. Lemmon Survey                                         |
| 412921 - | 2014 QK145               | 21 febbraio 2007  | Mt. Lemmon Survey                                         |
| 412922 - | 2014 QL149               | 2 marzo 2006      | Spacewatch                                                |
| 412923 - | 2014 QC150               | 8 ottobre 2010    | CSS                                                       |
| 412924 - | 2014 QD150               | 1º febbraio 2003  | Spacewatch                                                |
| 412925 - | 2014 QF152               | 13 maggio 2004    | Spacewatch                                                |
| 412926 - | 2014 QS152               | 5 settembre 2010  | Mt. Lemmon Survey                                         |
| 412927 - | 2014 QZ152               | 8 ottobre 2004    | LONEOS                                                    |
| 412928 - | 2014 QY170               | 4 dicembre 2005   | Mt. Lemmon Survey                                         |
| 412929 - | 2014 QE172               | 11 ottobre 2010   | Mt. Lemmon Survey                                         |
| 412930 - | 2014 QG172               | 25 novembre 2005  | Mt. Lemmon Survey                                         |
| 412931 - | 2014 QX175               | 16 settembre 2003 | Spacewatch                                                |
| 412932 - | 2014 QS179               | 9 novembre 1993   | Spacewatch                                                |
| 412933 - | 2014 QT179               | 16 novembre 2006  | Mt. Lemmon Survey                                         |
| 412934 - | 2014 QC180               | 12 novembre 2010  | Spacewatch                                                |
| 412935 - | 2014 QH188               | 8 febbraio 2008   | CSS                                                       |
| 412936 - | 2014 QQ203               | 27 aprile 2006    | Spacewatch                                                |
| 412937 - | 2014 QD204               | 11 ottobre 2004   | Spacewatch                                                |
| 412938 - | 2014 QY207               | 21 novembre 2006  | Mt. Lemmon Survey                                         |
| 412939 - | 2014 QY214               | 30 settembre 1999 | Spacewatch                                                |
| 412940 - | 2014 QS216               | 21 novembre 2009  | CSS                                                       |
| 412941 - | 2014 QY217               | 29 marzo 2009     | Spacewatch                                                |
| 412942 - | 2014 QQ224               | 18 settembre 2009 | Spacewatch                                                |
| 412943 - | 2014 QR225               | 17 febbraio 2007  | Mt. Lemmon Survey                                         |
| 412944 - | 2014 QE227               | 7 gennaio 2006    | Spacewatch                                                |
| 412945 - | 2014 QF227               | 16 settembre 2009 | Spacewatch                                                |
| 412946 - | 2014 QX228               | 18 novembre 2007  | Spacewatch                                                |
| 412947 - | 2014 QV229               | 22 febbraio 2006  | CSS                                                       |
| 412948 - | 2014 QP230               | 30 dicembre 2005  | CSS                                                       |
| 412949 - | 2014 QG238               | 15 marzo 2007     | Spacewatch                                                |
| 412950 - | 2014 QP240               | 25 dicembre 2005  | Spacewatch                                                |
| 412951 - | 2014 QB241               | 14 aprile 2004    | Spacewatch                                                |
| 412952 - | 2014 QP244               | 24 settembre 2008 | Mt. Lemmon Survey                                         |
| 412953 - | 2014 QR245               | 8 dicembre 2005   | Spacewatch                                                |
| 412954 - | 2014 QH259               | 10 novembre 2004  | Spacewatch                                                |
| 412955 - | 2014 QF270               | 29 ottobre 2010   | Mt. Lemmon Survey                                         |
| 412956 - | 2014 QU270               | 23 ottobre 2004   | Spacewatch                                                |
| 412957 - | 2014 QF271               | 20 ottobre 2008   | Spacewatch                                                |
| 412958 - | 2014 QN277               | 26 novembre 2003  | Spacewatch                                                |
| 412959 - | 2014 QD280               | 28 gennaio 2007   | Mt. Lemmon Survey                                         |
| 412960 - | 2014 QX283               | 24 settembre 2009 | CSS                                                       |
| 412961 - | 2014 QS290               | 23 agosto 2004    | LONEOS                                                    |
| 412962 - | 2014 QO300               | 18 settembre 2006 | Spacewatch                                                |
| 412963 - | 2014 QS300               | 27 gennaio 2010   | WISE                                                      |
| 412964 - | 2014 QW300               | 26 gennaio 2006   | Spacewatch                                                |
| 412965 - | 2014 QX304               | 19 marzo 2004     | Spacewatch                                                |
| 412966 - | 2014 QU306               | 9 novembre 2009   | LINEAR                                                    |
| 412967 - | 2014 QA309               | 4 dicembre 2007   | Spacewatch                                                |
| 412968 - | 2014 QG309               | 23 gennaio 2006   | Spacewatch                                                |
| 412969 - | 2014 QU336               | 28 febbraio 2008  | Spacewatch                                                |
| 412970 - | 2014 QV347               | 13 giugno 2004    | Spacewatch                                                |
| 412971 - | 2014 QJ351               | 1º maggio 2009    | Spacewatch                                                |
| 412972 - | 2014 QQ351               | 27 febbraio 2006  | Spacewatch                                                |
| 412973 - | 2014 QN360               | 28 settembre 2000 | LINEAR                                                    |
| 412974 - | 2237 P-L                 | 24 settembre 1960 | van Houten, C. J., van Houten-Groeneveld, I., Gehrels, T. |
| 412975 - | 5055 T-2                 | 25 settembre 1973 | van Houten, C. J., van Houten-Groeneveld, I., Gehrels, T. |
| 412976 - | 1987 WC                  | 21 novembre 1987  | Mueller, J. E.                                            |
| 412977 - | 1990 UO                  | 22 ottobre 1990   | Spacewatch                                                |
| 412978 - | 1993 TB5                 | 8 ottobre 1993    | Spacewatch                                                |
| 412979 - | 1995 BH14                | 31 gennaio 1995   | Spacewatch                                                |
| 412980 - | 1995 SL80                | 26 settembre 1995 | Spacewatch                                                |
| 412981 - | 1995 UE10                | 16 ottobre 1995   | Spacewatch                                                |
| 412982 - | 1995 UN52                | 16 ottobre 1995   | Spacewatch                                                |
| 412983 - | 1996 FO3                 | 24 marzo 1996     | Garradd, G. J.                                            |
| 412984 - | 1996 TJ32                | 9 ottobre 1996    | Spacewatch                                                |
| 412985 - | 1997 CT12                | 3 febbraio 1997   | Spacewatch                                                |
| 412986 - | 1997 SC14                | 28 settembre 1997 | Spacewatch                                                |
| 412987 - | 1997 WM29                | 30 novembre 1997  | Spacewatch                                                |
| 412988 - | 1998 AP1                 | 1º gennaio 1998   | Spacewatch                                                |
| 412989 - | 1998 HA11                | 17 aprile 1998    | Spacewatch                                                |
| 412990 - | 1998 HM31                | 23 aprile 1998    | Spacewatch                                                |
| 412991 - | 1998 TO24                | 14 ottobre 1998   | Spacewatch                                                |
| 412992 - | 1998 VW40                | 14 novembre 1998  | Spacewatch                                                |
| 412993 - | 1998 VO48                | 15 novembre 1998  | Spacewatch                                                |
| 412994 - | 1999 GF56                | 9 aprile 1999     | Spacewatch                                                |
| 412995 - | 1999 LP28                | 14 giugno 1999    | LINEAR                                                    |
| 412996 - | 1999 ST16                | 29 settembre 1999 | CSS                                                       |
| 412997 - | 1999 TH43                | 3 ottobre 1999    | Spacewatch                                                |
| 412998 - | 1999 TM84                | 13 ottobre 1999   | Spacewatch                                                |
| 412999 - | 1999 TL129               | 6 ottobre 1999    | LINEAR                                                    |
| 413000 - | 1999 TW261               | 13 ottobre 1999   | LINEAR                                                    |